# یورک (پنسیلوانیا)
یورک (به انگلیسی: York) شهری در ایالت پنسیلوانیا کشور ایالات متحده آمریکا است که جمعیت آن در سرشماری سال ۲۰۱۰ میلادی، ۴۳٬۷۱۸ نفر بوده‌است.